# Trzmielec ziemny
Trzmielec ziemny (Bombus vestalis lub Psithyrus vestalis) – gatunek owada z rodziny pszczołowatych. Gatunek pospolity.

## Zachowanie
Samice tych błonkówek nie mają swoich robotnic, lecz atakują gniazda trzmieli ziemnych. Atak i zajęcie gniazda odbywa się na dwa sposoby: łagodny i agresywny. Pierwszy sposób polega na stopniowym aklimatyzowaniu się w gnieździe, poprzez unikanie kontaktu z gospodarzami - po pewnym czasie pasożytnicza samica akceptowana jest przez robotnice, a następnie przez królową. Sposób agresywny zajęcia gniazda polega na zabijaniu części robotnic przez samicę trzmielca, do momentu, gdy zostanie ona zaakceptowana lub zabita. W każdym ze sposobów królowa gospodarzy ginie.

## Wygląd
Bardzo podobny do trzmiela ziemnego, ale jest masywniejszej budowy i ma ciemniejsze skrzydła.
Odnóża są duże, żuwaczki potężne.

## Występowanie, siedlisko, pokarm
Występuje prawie w całej palearktyce, zasiedla tereny, gdzie gniazduje trzmiel ziemny, odżywiając się tam pyłkiem i nektarem kwiatów.

## Długość życia i ciała
Samica mierzy 24 mm długości, samiec 19 mm. Samice żyją najwyżej rok, samce kilka miesięcy.